# Triaeris barela
Triaeris barela là một loài nhện trong họ Oonopidae.
Loài này thuộc chi Triaeris. Triaeris barela được miêu tả năm 2004 bởi Gajbe.